# Dan Coe
Dan Coe (n. 8 septembrie 1941, București, România – d. 19 octombrie 1981, Köln, RFG) a fost un fotbalist român, care a făcut parte din Echipa națională de fotbal a României la Campionatul Mondial de Fotbal din Mexic, 1970.
Dan Coe a jucat ca fundaș central, fiind supranumit "Ministrul apărării".

## Biografie
Dan Coe s-a născut la 8 septembrie 1941 în orașul București, lângă Piata Chibrit, într-o familie de aromâni. Tatăl său, Duce Coe, a fost, înainte de război, component al echipei Sportul Studențesc, echipa care reușea prima promovare în Divizia A în 1937, avându-l ca antrenor pe Coloman Braun-Bogdan.
În anul 1980, lui Dan Coe i s-a aprobat o cerere de deplasare în Belgia. A sosit în această țară, de unde a trecut în Germania, stabilindu-se în orașul Köln, unde a cerut azil politic. Deși a primit de la președintele Nicolae Ceaușescu titlul de maestru emerit al sportului, aceasta nu a însemnat pentru Dan Coe un motiv de nu a mai critica sistemul politic din România. În țară, Coe era prea cunoscut și iubit.
La 19 octombrie 1981, managerul imobilului l-a găsit pe Dan Coe spânzurat în fața ușii din apartamentului din Köln, unde locuia. Medicii au făcut de urgență o intervenție chirurgicală, l-au reanimat direct, la cord deschis. Nu s-a aflat niciodată dacă s-a sinucis sau a fost omorât. Coe trăia în Germania având statut de refugiat politic. Poliția germană nu a cercetat acest caz. Actele au fost direct închise. Această tragedie s-a întâmplat la scurt timp după un interviu dat de Dan Coe la Radio Europa Liberă.
Colegii săi de generație avansează alte ipoteze cu privire la moartea sa.
„Nu se sugruma el, l-au făcut ăia că a vorbit una alta pe la radio. Nu cred că-și lua el zilele, iubea prea mult viața.”—Rică Răducanu
„Trecerea de la statutul de vedetă la cel de om obișnuit i-a provocat un șoc, i-a creat o stare pe care nu a putut să o depășească. În schimb, cu două, trei luni înainte să moară, am auzit la Europa Liberă o emisiune în care povestea necazurile pe care el și tatăl său le-au trăit în România. Nu știu dacă este un motiv destul de solid ca să-i atragă moartea, însă nu cred ca era atât de labil încât să se sinucidă.”—Puiu Ionescu
„Nu cred că Securitatea a fost implicată în moartea lui Dan. El a avut niște probleme cu „ei” pentru că, într-un turneu al Rapidului în Franța, a schimbat niște valută, lucru interzis pentru noi, fotbaliștii.”—Ilie Greavu
Încă din anii 1960, când juca la Rapid, pe Stadionul Giulești una dintre scandările obișnuite ale suporterilor rapidiști era: „Un strigăt din vechea Troie / Pentru faima lui Dan Coe / Și înc-o dată că e voie / Ahoe.”

## Caracteristici tehnice
Potrivit lui Viorel Kraus atacant la Rapid între 1961 și 1967. „Dan Coe era un fundaș de excepție. Masiv, robust, un munte de om. Avea toate calitățile de care avea nevoie pentru a fi un fotbalist complet. Dar era și un om pe care te puteai baza oricând! O dată, la finalul unui campionat, FRF a ordonat un cantonament, la care trebuiau să ia parte mai mulți rapidiști. Era în vacanță, nu ne-a convenit și am stabilit să nu ne prezentăm. Până la urmă, singurul care n-a mers a fost Dan Coe. Când zicea ceva, păi așa era!”
Cu mișcări similare cu cele ale lui Franz Beckenbauer, cu aceeași viziune a ansamblului jocului și al amplasamentului jucătorilor în teren, fiind remarcat încă din tinerețe pentru tehnică sa complexă în controlul balonului, Dan Coe este considerat nu doar unul dintre cei mai mari apărători ai Rapidului, ci și unul dintre cei mai mari apărători ai echipei naționale de fotbal a Romaniei. S-au remarcat, de asemenea, ca fiind dintre cele mai elegante și moderne calități ale sale, simțul său tactic remarcabil și viziunea asupra jocului, care l-au determinat să dea startul unor inversări bruște de joc, asumându-și personal sarcina de a stabili acțiunea, cu o fluiditate și o sincronizare rar întâlnite. 

## Carieră

### Club

#### Rapid Bucuresti
Fotbalul l-a inceput in 1951, la numai 10 ani, alegand sa slujeasca Giulestiul caruia i-a ramas fidel toata viata .În anul 1956, Dan Coe a debutat la juniorii echipei Rapid București și în anul 1960 în echipa de tineret. Postul pe care a jucat a fost cel de fundaș central (stoper). A debutat în Divizia A la 18 martie 1962 în meciul Minerul Lupeni-Rapid București (1-1). 

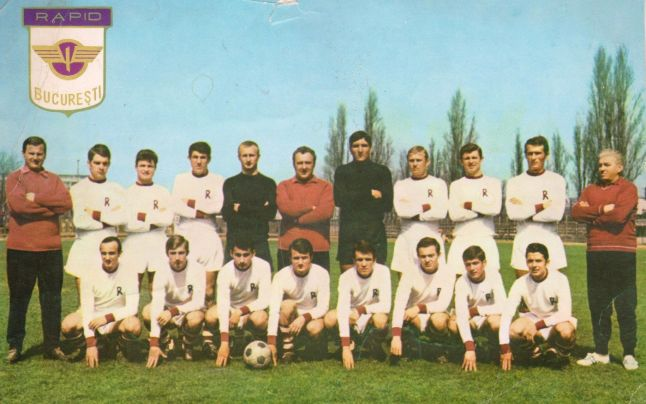
Echipa campiona din care a facut parte Dan Coe

În Divizia A a jucat un număr de 214 meciuri și a marcat 12 goluri. A jucat timp de 11 sezoane la echipa feroviară, fiind căpitan al echipei. El a câștigat cu această echipă în 1967 titlul de campion al României la fotbal, apărarea Răducanu - C. Lupescu - Dan Coe - Motroc - Greavu fiind considerată una din cele mai bune din acel campionat. Cu echipa Rapid București, a jucat în Cupa Campionilor Europeni în sezonul 1967-1968 (4 meciuri) și apoi în Cupa Orașelor Târguri, precursoarea Cupei UEFA în sezoanele 1968-1969 (2 meciuri) și 1969-1970 (2 meciuri), fără să înscrie un gol. În anul 1970 i s-a decernat titlul de maestru emerit al sportului.

#### Royal Antwerpen
Între anii 1971-1973 a jucat timp de două sezoane în Belgia la echipa Royal Antwerpen F.C. În anul 1973, a revenit în România 

#### Retragere
Intors in tara in 1973 s-a intors la portile Giulestiului cerand adapostire, dar antrenorul de atunci, Macri, fost coechipier cu Coe, nu l-a acceptat din cauza varstei sale inaintate. Coe a plecat atunci la echipa FC Galați, aflată în Divizia B. A ajutând-o să promoveze în anul 1974 în Divizia A. . A fost invitat la Galați unde a plecat cu mașina, dar la apropierea de oraș a fost interceptat de un echipaj de miliție care la început l-a speriat până să afle că veniseră să-l conducă la locul de întâlnire. Discuția s-a purtat la sediul comitetului județean de partid unde după ce a fost tratat cu tot felul de bunătăți a fost invitat într-o sală de consiliu unde erau aproape 20 de tovarăși, printre care primul secretar și primarul orașului care l-au primit amical. Dan povestea cu umorul lui inconfundabil cum i s-a umplut capul de gânduri, cum să le ceară la ăștia bani că poate-l bagă direct la pârnaie, așa că o cam băgase pe mânecă. Primul a spus că ar dori un băiat serios și muncitor la echipă pentru a da un exemplu de comportament, atașament și manieră de a se antrena tinerilor. Știa că din acest punct de vedere Dan COE este foarte potrivit pentru a deveni liderul echipei, se antrenase în Vest ca profesionist, avea o familie și copil ... Dan a început prin a le spune că îi place orașul este impresionat de primirea făcută, de sinceritatea discuțiilor, dar vrea să fie la fel de sincer spund că mai are și câteva propuneri de la alte echipe printre care și de la Ploiești, care este foarte aproape de București și s-ar simți ca acasă. Șeful l-a întrebat cât de mare a fost oferta ploieștenilor la care Dan după ce s-a bâlbâit un pic a spus o sumă aproape dublă cu ce spera el ca să se mai poată tocmi. La aflarea condițiilor șeful l-a rugat să aștepte puțin afară ca să se consulte între ei și va primi imediat răspunsul, care a venit în cinci minute prin președintele clubului care îi oferea cu 50% mai mult decât ceruse el deoarece atât apreciau ei diferența dintre Galați și Ploiești, dar i-a spus că în plen să nu mai discute nimic de bani. A reintrat în sală foarte îndoit, se temea să nu ia plasă, dar nu mai avea ce face, au băut un pahar de șampanie și peste două zile s-a prezentat la antrenamente. Suspansul a durat o săptămână, pâna a luat diurna de deplasare după care lucrurile au intrat în normal. Cât a jucat la Galați mulțumirea a fost reciprocă, au avut rezultate bune, la echipă a fost instaurată o atmosferă profesionistă, iar Dan câștiga aproape cât întreaga echipă la un loc.Ca o coincidență, în același sezon, Rapidul a retrogradat în Divizia B.
Dan Coe evoluat pentru ultima oară în Divizia A la 8 decembrie 1974 în partida Universitatea Craiova-FC Galați (6-0), după care s-a retras din fotbal. Dupa terminarea carierei de fotbalist, in anul 1975, Dan Coe a plecat in Belgia profitand de o invitatie facuta de fosta sa echipa Antwerp. De acolo a plecat in Germania impreuna cu sotia sa, Pusa, si fetita lor, Dana.

### Națională

Dan Coe împreună cu Pele

Coe a jucat în 41 meciuri pentru Echipa națională de fotbal a României, în perioada 1967-1978, și a marcat două goluri. El s-a afirmat ca unul din cei mai buni stoperi ai fotbalului românesc, fiind în anii '60, împreună cu dinamovistul Nelu Nunweiller și stelistul Bujor Hălmăgeanu, unul din stâlpii apărării echipei naționale de fotbal.
În preliminariile pentru Campionatul Mondial din Mexic 1970, în meciul România-Portugalia (1-0) din 12 noiembrie 1969, desfășurat la București, Dan Coe l-a avut ca adversar direct pe celebrul atacant portughez Eusébio. După meci, Eusebio declara că „dacă în 1966 aș fi avut un fundaș care să mă marcheze cum a făcut-o Dan Coe astăzi, Portugalia n-ar fi ajuns niciodată în semifinale...”
Dan Coe a făcut parte din lotul reprezentativ de fotbal a României la Campionatul Mondial de Fotbal din Mexic (1970), purtând pe tricou numărul 6. Chiar dacă nu a jucat nici un minut la „Mundialul” din Mexic (fiind preferat pe postul său dinamovistul Cornel Dinu), Coe a fost unul dintre artizanii calificării României la acel turneu final. În meciul Elveția-România (0-1), desfășurat la 14 mai 1969 în orașul Lausanne, căpitan al echipei României a fost Dan Coe, iar apărarea selecționatei României a fost de netrecut, presa denumind tripleta Rică Răducanu - Dan Coe - Sandu Boc „triunghiul de aur de la Lausanne”.
- Jocurile Olimpice de vară din 1964, Tokio
- Campionii României 1967
- Campionatul Mondial de Fotbal 1970, Mexic

## Palmares

### Jucător

#### Club

##### Competiții naționale
- Campionatul Romaniei : 1

Rapid București : 1966–1967

##### Competiții internaționale
- Cupa Balcanilor : 2

Rapid București : 1963–1964 , 1964–1966
- Cupa Europeană a echipelor feroviare: 1

Rapid București : 1968

## Statistici ale carierei
| Sezon   | Club               | Țară    | Meciuri | Goluri |
| ------- | ------------------ | ------- | ------- | ------ |
| juniori | Rapid București    | România |         |        |
| 1961/62 | Rapid București    | România | 6       | 0      |
| 1962/63 | Rapid București    | România | 19      | 2      |
| 1963/64 | Rapid București    | România | 21      | 0      |
| 1964/65 | Rapid București    | România | 24      | 2      |
| 1965/66 | Rapid București    | România | 25      | 0      |
| 1966/67 | Rapid București    | România | 26      | 0      |
| 1967/68 | Rapid București    | România | 17      | 0      |
| 1968/69 | Rapid București    | România | 19      | 2      |
| 1969/70 | Rapid București    | România | 23      | 2      |
| 1970/71 | Rapid București    | România | 22      | 1      |
| 1971/72 | Royal Antwerp F.C. | Belgia  | N/A     | N/A    |
| 1972/73 | Royal Antwerp F.C. | Belgia  | N/A     | N/A    |
| 1973/74 | FC Galați          | România | 23      | 0      |
| 1974/75 | FC Galați          | România | 12      | 3      |